# Šumice (district d'Uherské Hradiště)
Pour les articles homonymes, voir Šumice.
Šumice (en allemand : Schumitz) est une commune du district d'Uherské Hradiště, dans la région de Zlín, en République tchèque. Sa population s'élevait à 1 649 habitants en 2020.

## Géographie
Šumice se trouve à 6 km à l'est d'Uherský Brod, à 17 km à l'est-sud-est d'Uherské Hradiště, à 23 km au sud-sud-est de Zlín, à 84 km à l'est-sud-est de Brno et à 265 km au sud-est de Prague.
La commune est limitée par Rudice au nord, par Záhorovice et Nezdenice à l'est, par Bánov au sud et par Uherský Brod à l'ouest.

## Histoire
La première mention écrite du village date de 1380.